# Саласпилс

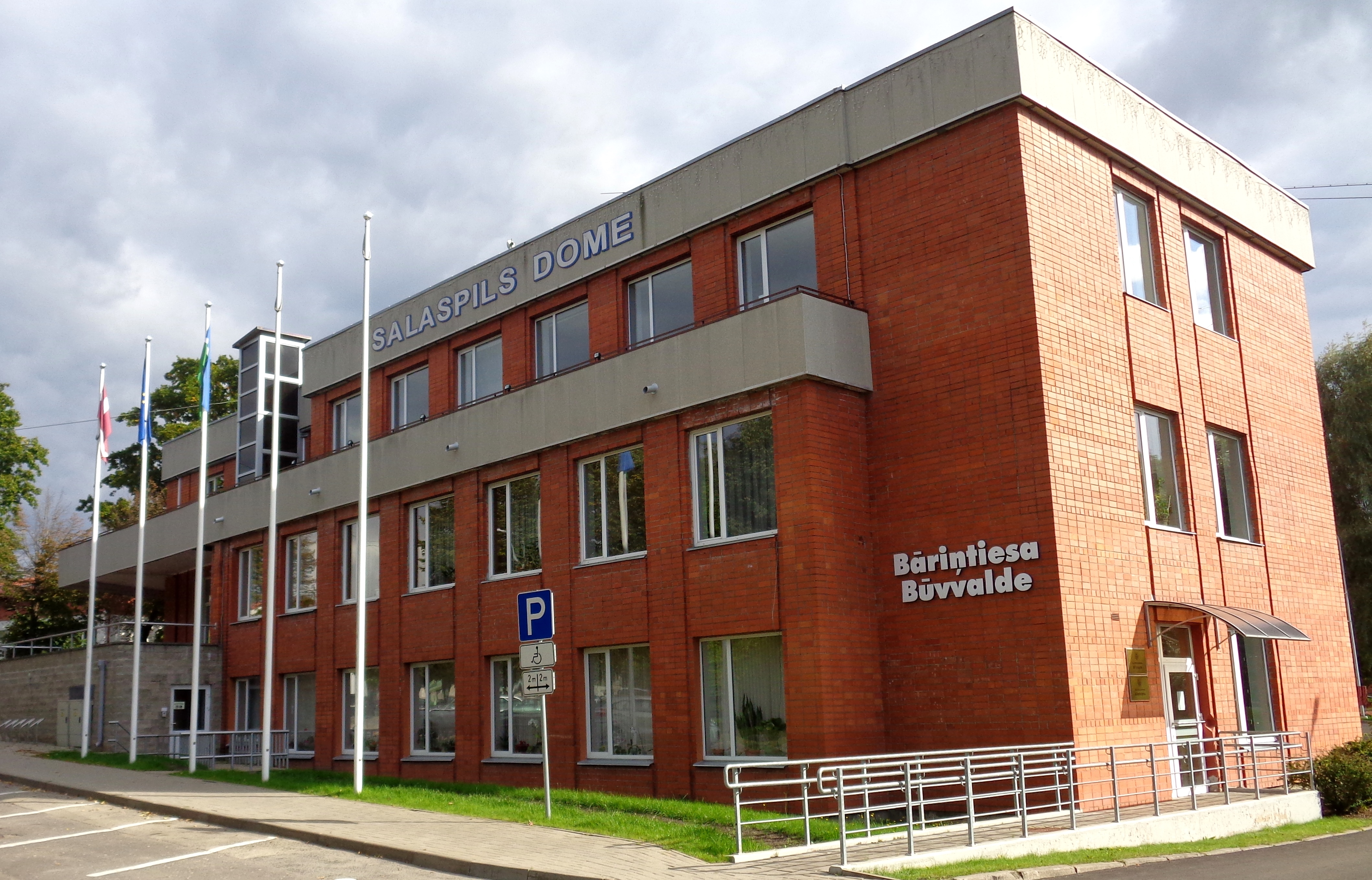
Дума города Саласпилса

Са́ласпилс (латыш. Salaspilsо файле; до 1917 года — Ки́рхгольм, нем. Kirchholm) — город (с 23 ноября 1993 года) в Латвии, административный центр Саласпилсского края.
Расположен на правом берегу реки Даугавы, в 18 км к юго-востоку от центра Риги, являясь её пригородом. Из-за небольшого расстояния и удобного транспортного сообщения существует ежедневная миграция — значительная часть жителей Саласпилса ездит в Ригу на работу или учебу.

## История
Саласпилс — один из самых старых населённых пунктов в Латвии. В X—XV веках регион был населён ливскими и балтскими племенами. В 1186 году Мейнард, первый епископ Риги, построил замок Кирхгольм на острове Мартинсгольм посреди реки Западной Двины. На острове Мартинсгольм (ныне Мартиньсала) находится участок самого старого католического кладбища в Латвии, датируемого 1197 годом.

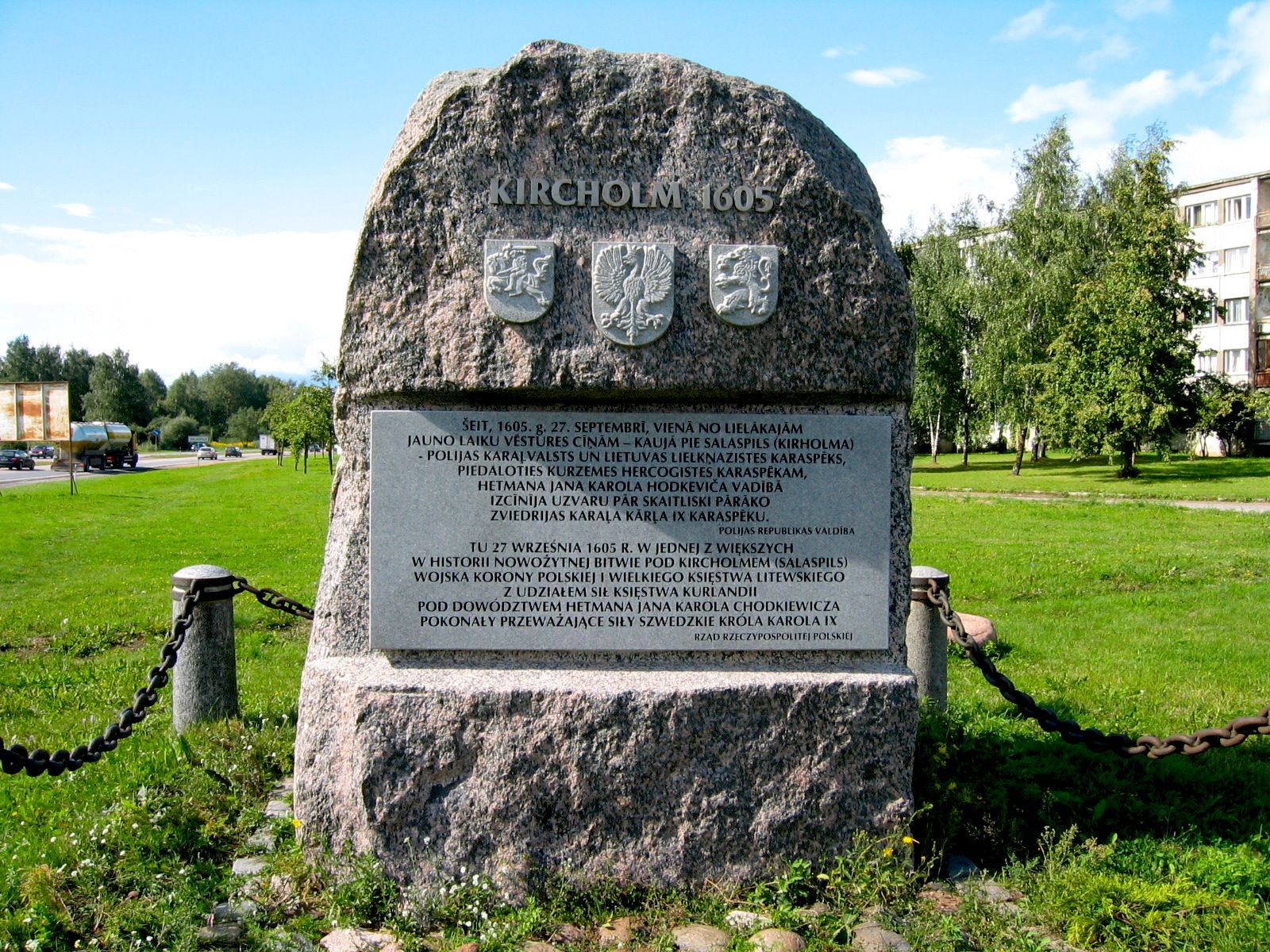
Мемориальный камень на месте сражения у Кирхгольма в 1605 году

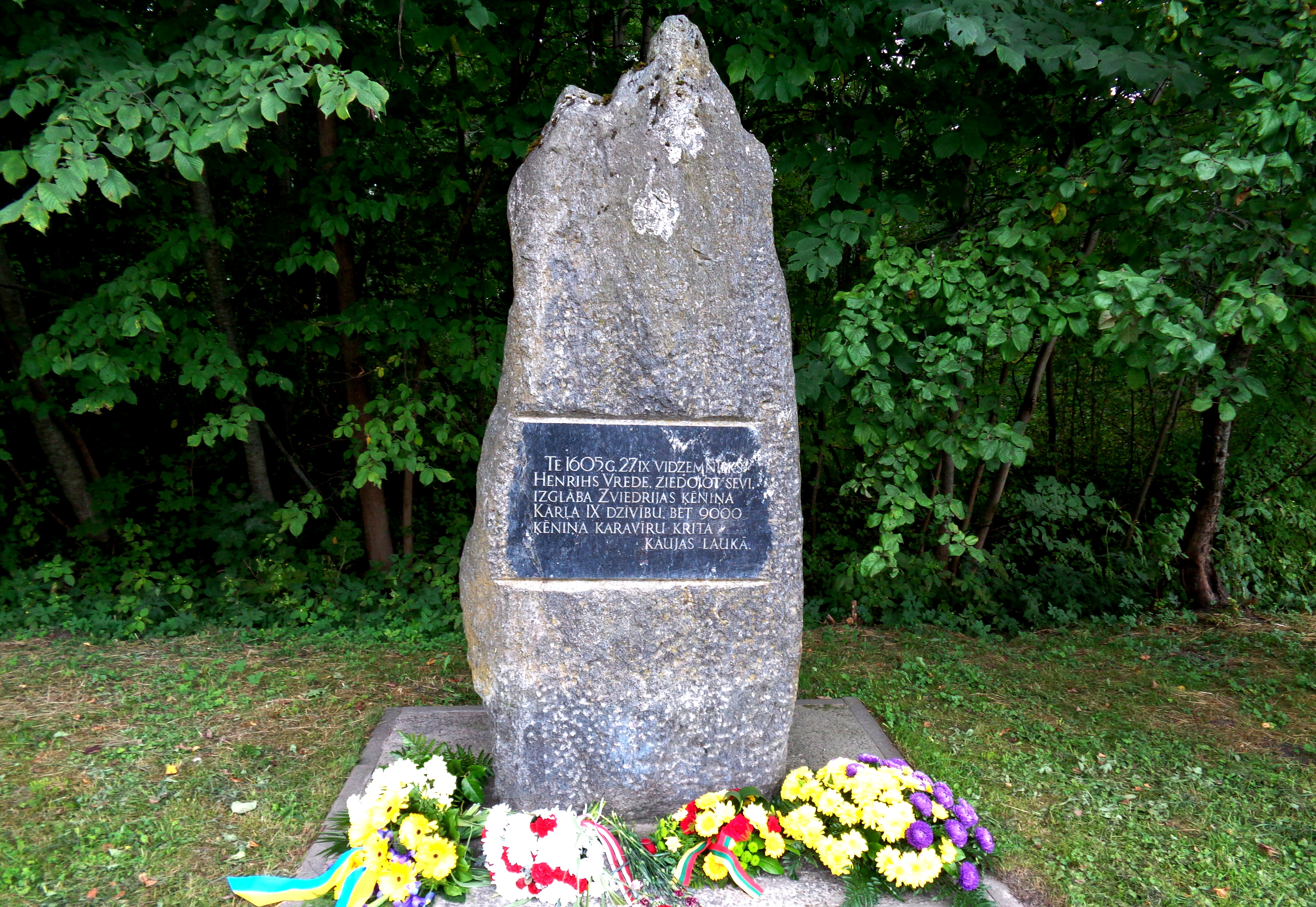
Второй мемориальный камень на месте сражения у Кирхгольма в 1605 году

В 1605 году город был местом сражения у Кирхгольма, в котором войска Речи Посполитой победили более многочисленную армию Швеции. 
В 1710 году, во время Северной войны, Кирхгольм, находившийся в составе шведской Ливонии, заняли русские войска. В 1721 году по условиям Ништадтского мира его включили в состав России (в Российской империи Кирхгольм относился к Лифляндской губернии).
Во время Первой мировой войны поблизости от населённого пункта в течение двух лет проходила линия фронта, что привело к большим разрушениям.
«Чёрная страница» истории Саласпилса связана со временем немецкой оккупации в 1941—1944 годах. Около города был создан лагерь смерти «Куртенгоф», который получил ужасную славу из-за того, что кроме советских военнопленных, партизан, евреев, там содержались и массово погибали от инфекционных болезней и жестоких медицинских экспериментов дети от грудного до подросткового возраста. В 1967 году на месте бывшего лагеря открыт мемориальный ансамбль (архитектор Г. Асарис и др.)
С 1950—1960-х годов Саласпилс стал центром производства электрической энергии и научных исследований. Это участок гидроэлектростанции на реке Даугаве и главной тепловой электростанции, которые снабжают бо́льшую часть Риги электричеством. В Саласпилсе также находится ряд научно-исследовательских институтов Латвийской академии наук — Институт физики (с исследовательским ядерным реактором, ныне остановленным), Институт неорганической химии, Институт биологии (в составе которого Национальный ботанический сад, доступный для посещения).
После восстановления независимости Латвии, 23 ноября 1993 года Саласпилс получил статус города.
В настоящее время в Саласпилсе располагается много объектов социальной инфраструктуры — несколько детских садов, средняя, основная и музыкальная школы, 25-метровый бассейн, спортивный комплекс, стадион на 648 мест, а также ряд крупных магазинов, среди которых Lidl, Maxima и Rimi.

## Население
На 1 января 2024 года, по данным Центрального статистического управления Латвии, в городе проживало 17 740 жителей, из которых 50 % были латышами, 34 % — русскими, 4 % — белорусами, 3 % — украинцами, 2 % — поляками, 1 % — литовцами и 7 % принадлежали к другим этническим группам.

### Религия

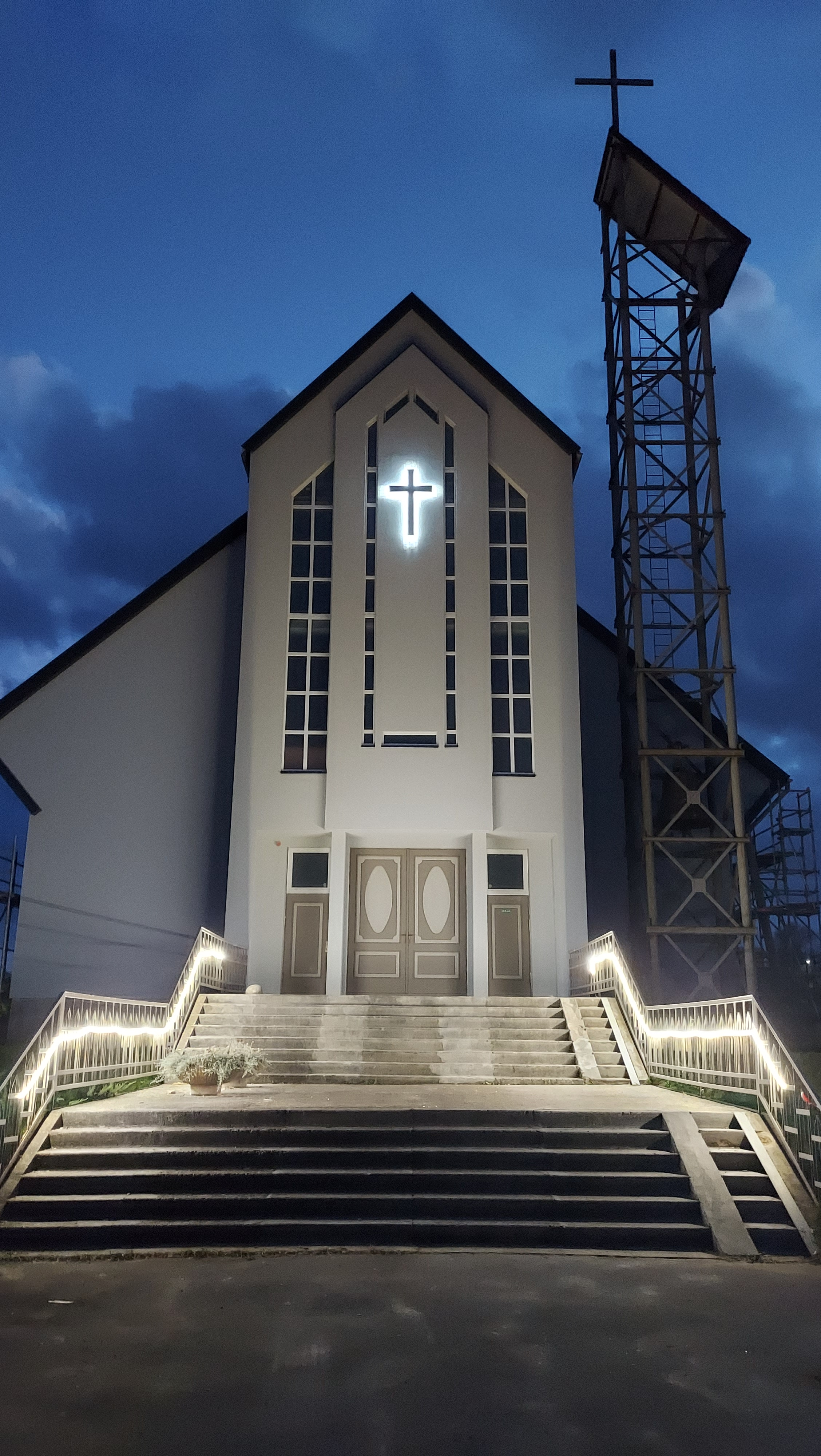
Римско-католическая церковь Богородицы Царицы Святого Розария

В Саласпилсе расположены католический, лютеранский и два православных храма:
- Саласпилсская Римско-католическая церковь Богородицы Царицы Святого Розария. Первый крупный католический храм современного типа в Латвии (построен в 1990-е годы, освящён в 1996 году)[6].
- Евангелическо-лютеранская церковь Мартина Лютера. Приход официально восстановлен 15 апреля 1991 года[7].
- Православный храм «Всех скорбящих Радость», построенный в 1996 году во имя иконы Пресвятой Богородицы.
- Православный храм Святого Великомученика Георгия Победоносца. С февраля 2012 года в новой церкви регулярно совершаются богослужения[8].

## Образование
- Салапилсская средняя школа № 1
- Саласпилсская основная школа
- Саласпилсская школа музыки и искусств

## Микрорайоны
Саласпилс делится на отдельные микрорайоны (латыш. ciemats — посёлок)
- Посёлок ГЭС (HES ciemats, Kirholms)
- Посёлок Академии наук (Z/A ciemats)
- Силава (Silava) — посёлок научного института лесоводства
- Посёлок агрофирмы (Agrofirmas ciemats)
- Старый Саласпилс (Vecā Salaspils)
- Болото (Purvs)

## Транспорт

### Автодороги
Саласпилс пересекает трасса A6, недалеко от города проходят рижские объездные дороги A4 и A5.

### Железнодорожный транспорт
Железнодорожная станция Саласпилс расположена на электрифицированном участке линии Рига — Крустпилс. Помимо электропоездов, здесь также делают остановку дизель-поезда, следующие на Даугавпилс, Зилупе и Крустпилс.
У восточной границы города пройдёт новая железнодорожная линия Rail Baltica, здесь будет построена пассажирская станция и интермодальный грузовой терминал.

### Автобусное сообщение
Саласпилс имеет развитое автобусное сообщение с Ригой и прилегающими населёнными пунктами. Внутригородских маршрутов нет.
- Саласпилс — Музей Даугавы
- Саласпилс — Силава — ТЭЦ-2
- Саласпилс — Силава — Сауриеши
- Саласпилс — Саулкалне

- Рига — Сауриеши — Саласпилс
- Рига — Саласпилс[10]
- Рига — Саласпилс — Силава
- Рига — Саласпилс — Улица Диенвиду
- Рига — Саласпилс — Подстанция
- Рига — Саласпилс — Улица Миера
- Рига — Саласпилс — Институт физики
- Рига — Саласпилс — Улица Бриежу
- Рига — Саласпилс — Саулкалне

### Велотранспортная инфраструктура
В августе 2022 года на портале Manabalss.lv была размещена инициатива с предложением о создании велодорожки Саласпилс — Рига. В ответ на петицию, Департамент транспорта Рижской думы сообщил, что в настоящее время работает над подготовкой конкурсной документации по проекту строительства участка велодорожки «Центр — Кенгарагс — Румбула — Дарзини» от улицы Румбас (соединение с существующей велодорожкой) до улицы Яньогу. Этот проект соединит существующую инфраструктуру на маршруте Центр — Кенгарагс — Румбула — Дарзини с островом Зырню и запланированным строительным проектом Саласпилсского самоуправления «Проектирование велосипедной дорожки на острове Зырню, в Саласпилсе и в Саласпилсском крае».
Рижская дума также утвердила «Концепцию развития велосипедного движения в городе Риге до 2030 года», в которой концептуальная сеть развития велосипедного движения также включает соединение велосипедной инфраструктуры между Ригой и Саласпилсом.

## Города-побратимы
- Финстервальде
- Дзежгонь
- Финспонг[вд]
- Велишев
- Бобровица